# エトヴェシュの法則
エトヴェシュの法則（エトヴェシュのほうそく）は、温度と表面張力の関係についての法則。その名はハンガリーの物理学者エトヴェシュ・ロラーンドに由来する。この法則によれば、次のような式が成り立つ。
{\displaystyle \gamma \left({\frac {M}{\rho }}\right)^{2/3}=k(T_{c}-T)\,}
ただし、{\displaystyle \gamma }は表面張力の大きさ、{\displaystyle M}は液体のモル質量、{\displaystyle \rho }は液体の密度、{\displaystyle T_{c}}は液体の臨界点（絶対温度）、{\displaystyle T}は液体の絶対温度で、{\displaystyle k}は定数。